# Troy Alves
Troy Alves (26 de setembre de 1966) és culturista professional. Des dels seus inicis a l'institut com a estrella de beisbol a en Troy sempre li havien agradat els entrenaments amb peses.

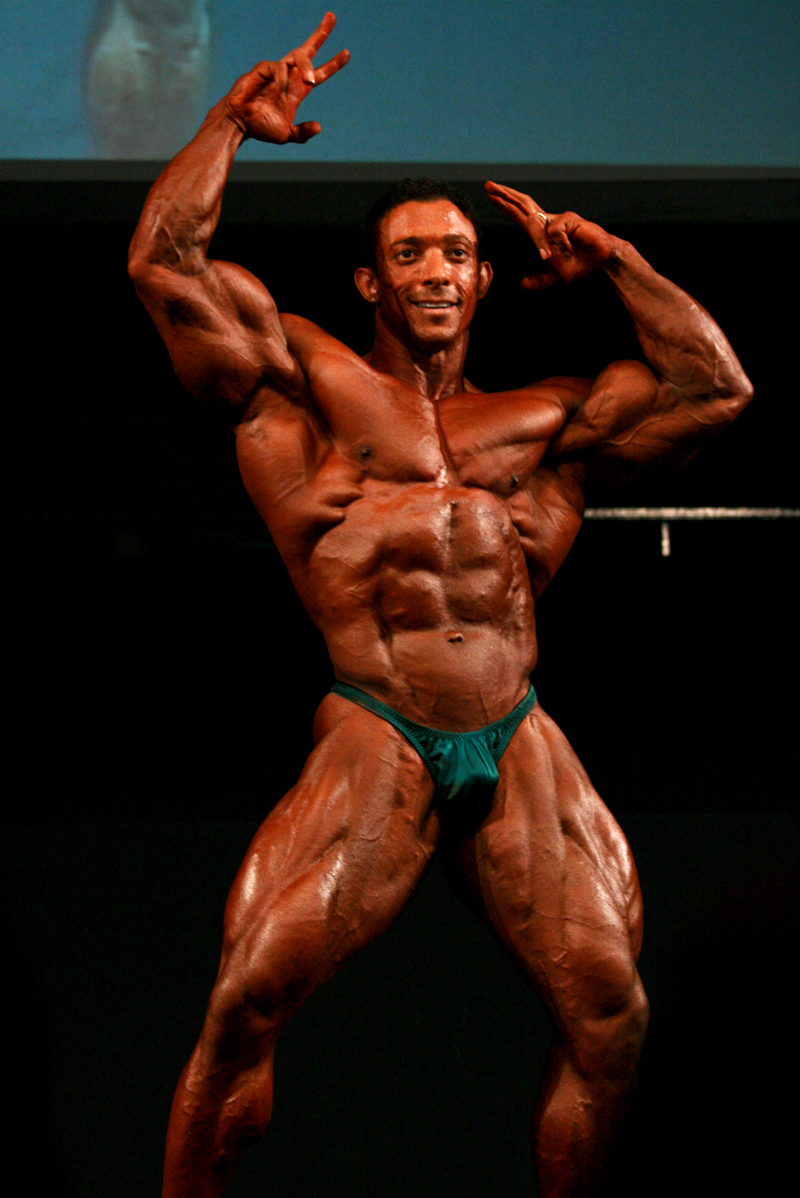
Troy Alves als IFBB de 2008

## Concursos
- 1996 NPC USA campionats, "Light-HeavyWeight, 8é.
- 1997 NPC Junior USA, "Light-HeavyWeight, 1r
- 1997 NPC Nationals, "Light-HeavyWeight, 6é
- 1998 NPC Nationals, "Light-HeavyWeight, 8é
- 1998 NPC USA Campeonatos, "Light-HeavyWeight, 1r
- 1999 NPC Nationals, "Light-HeavyWeight, 7é
- 1999 North American Championships, "Light-HeavyWeight, 3r.
- 2000 NPC Nationals, "HeavyWeight, 2n.
- 2000 NPC USA Championships, "HeavyWeight, 2n.
- 2001 NPC USA Championships, "HeavyWeight, 2n
- 2002 NPC USA Championships, "HeavyWeight, 1r
- 2003 Arnold Classic – "IFBB, 10é.
- 2003 Grand Prix Australia – "IFBB, 2n.
- 2003 Grand Prix England –"IFBB, 6th"
- 2003 Grand Prix Holland – "IFBB, 6th"
- 2003 Grand Prix Russia – "IFBB, 4th"
- 2003 Ironman Pro Invitational – "IFBB, 4th"
- 2003 Maximum Pro Invitational – "IFBB, 5th"
- 2003 Mr. Olympia – "IFBB, 8th"
- 2003 San Francisco Pro Invitational – "IFBB, 5th"
- 2004 Mr. Olympia – "IFBB, 15th"
- 2004 Show of Strength Pro Championship – "IFBB, 5é.
- 2005 Arnold Classic, 8è.
- 2005 Ironman Pro Invitational, 3r.
- 2005 San Francisco Pro Invitational, 4t.
- 2006 Arnold Classic, 11è.
- 2006 Colorado Pro Championships, "8è"
- 2006 Ironman Pro Invitational, "3r"
- 2006 Mr. Olympia, "15è"